# EBITDA
EBITDA (Earnings before interest, taxes, depreciation and amortization) är ett mått på ett företags rörelseresultat före räntor, skatter, avskrivningar och nedskrivningar (inklusive goodwillavskrivningar).